# Richard Bohn

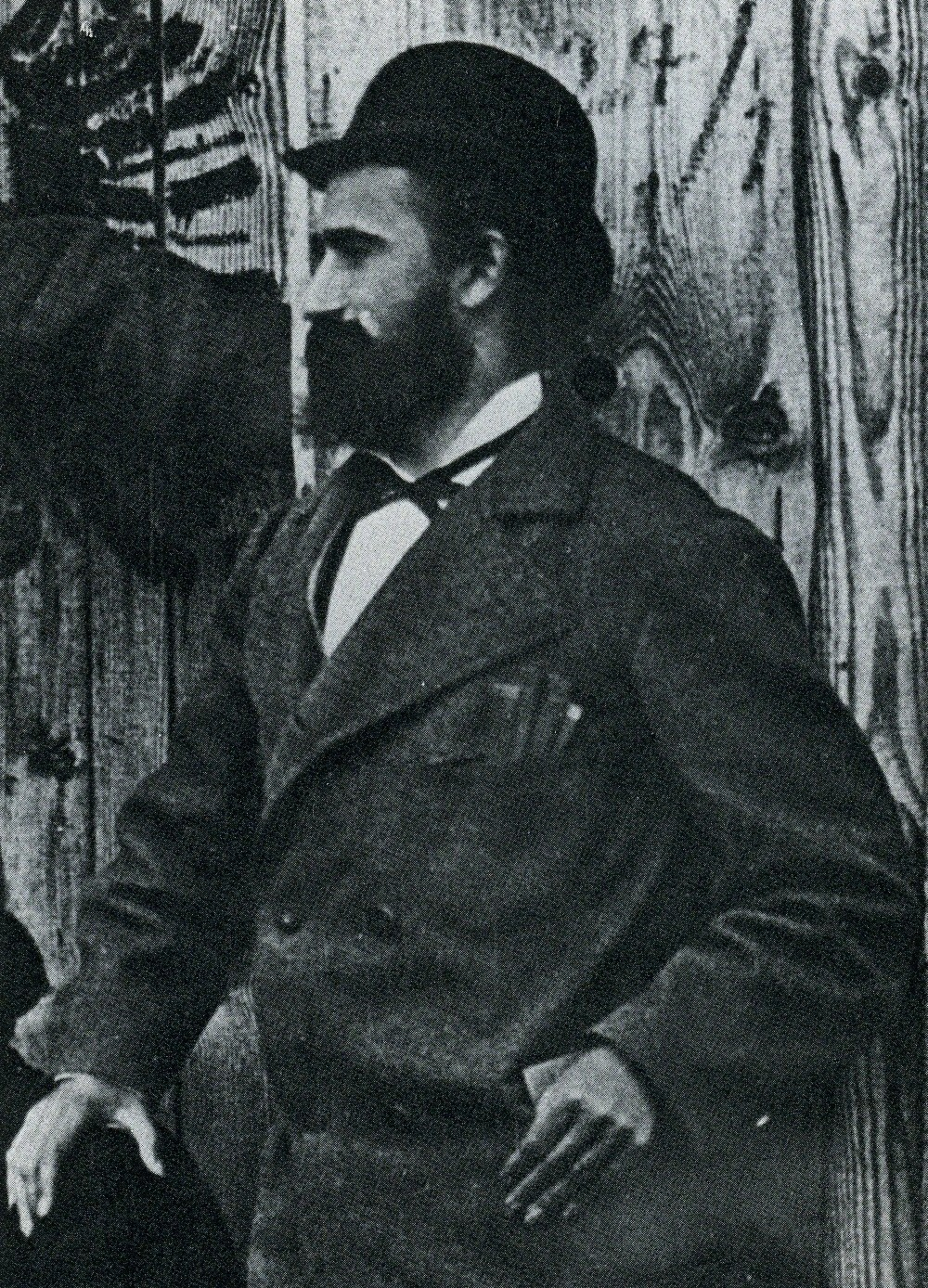
Richard Bohn in Pergamon

Karl Theodor Richard Bohn (geboren 29. Dezember 1849 in Berlin; gestorben 22. August 1898 in Görlitz) war ein deutscher  Bauforscher.

## Leben
Richard Bohn wurde als Sohn des Porträtmalers Heinrich Bohn (gestorben 1891/92) und dessen Ehefrau Charlotte Henriette Eleonore Schröder geboren. Er erhielt am Friedrich-Wilhelms-Gymnasium in Berlin eine humanistische Bildung und folgte anschließend seiner technischen und zeichnerischen Neigung: Er ging an die Königliche Bauakademie und bestand 1871 die Bauführerprüfung mit Auszeichnung. In den folgenden Jahren arbeitete Bohn als Hilfsarbeiter im Ministerium der öffentlichen Arbeiten. Er wirkte unter anderem an der Fertigstellung der Siegessäule mit.
Über Friedrich Adler, den Bohn seit seiner Ausbildung kannte, gelangte er zur archäologischen Bauforschung. Im Herbst 1877 begleitete er Adler als erster Architekt nach Olympia, wo er im Rahmen der deutschen Grabungskampagne die Altis erforschte. Eineinhalb Jahre später führte Bohn seine erste selbständige Feldarbeit aus: die Aufmessung und Darstellung der Propyläen in Athen. Sein Bericht, der 1882 erschien, zeichnete sich durch genaue Beobachtung und präzise Zeichnungen aus. Im Herbst 1879 wurde Bohn als Bearbeiter der Architekturfunde in Pergamon herangezogen. Hier arbeitete er sieben Jahre lang neben dem Grabungsleiter Carl Humann, mit dem er bis zu seinem Tod befreundet war. Ihr umfangreicher Briefwechsel wird im Archiv des Deutschen Archäologischen Instituts in Berlin aufbewahrt.

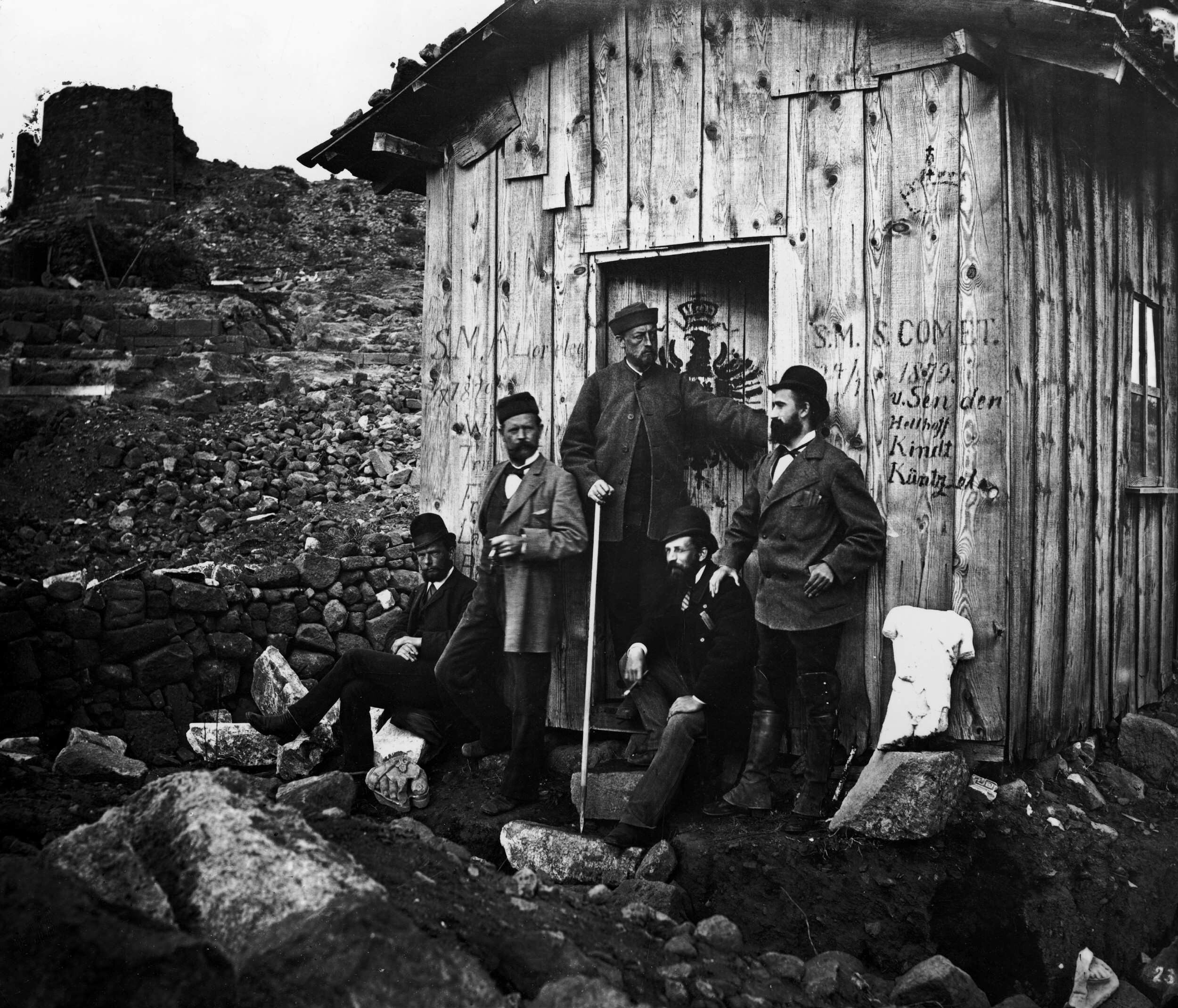
Pergamon 1879 (v.l.): Otto Raschdorff, Carl Humann, Alexander Conze, Hermann Stiller und Richard Bohn vor der Grabungshütte auf dem Burgberg;
Staatliche Museen zu Berlin

In Pergamon war Bohns Forschungsschwerpunkt der Pergamonaltar, besonders dessen ursprüngliche architektonische Gestalt. Es gelang Bohn, aus den Trümmern und Fundamenten eine Rekonstruktion zu erschließen. Damit war die Grundlage für die Wiedererrichtung des Altars in Berlin gegeben. Auch zu den übrigen Bauten Pergamons legte Bohn umfangreiche Berichte vor, darunter über das Gymnasion und über den (bis dahin nur inschriftlich und literarisch belegten) Athena-Tempel. Seine abschließende Publikation Das Heiligtum der Athena Polias Nikephoros (Berlin 1885) erschien als zweiter Band der Reihe Altertümer von Pergamon.
Nach dem vorläufigen Ende der Grabungen in Pergamon 1886 wurde Bohn für seine Verdienste mit der Ehrendoktorwürde der Universität Straßburg ausgezeichnet. Nach kurzer erneuter Anstellung beim Ministerium für öffentliche Arbeiten ging er 1887 als Direktor an die Staatliche Baugewerkschule Nienburg. 1895 wechselte er in gleicher Funktion nach Görlitz. Seine letzten Lebensjahre waren von einer Knieverletzung überschattet, die er sich 1886 in Pergamon zugezogen hatte. Nach einer Operation fuhr Bohn 1896 ein letztes Mal nach Pergamon, um Kontrolluntersuchungen zu machen und seine früheren Beobachtungen zu ergänzen. Nach seiner Rückkehr verschlimmerte sich sein Gesundheitszustand. Im Januar 1897 wurde sein Bein amputiert, aber das Sarkom am Knie breitete sich weiter aus. Am 22. August 1898 starb Bohn im Alter von 48 Jahren.
Er hatte am 10. Februar 1884 in Smyrna Olga Schmidt geheiratet und mit ihr drei Kinder.